# کامیلا-۱
کامیلا-۱ (به لاتین: Comilla-1) یک منطقهٔ مسکونی در بنگلادش است که در ناحیه کومیلا واقع شده‌است.